# Бомбардування Безейденгауту
Бомбардування Безейденгауту відбулось 3 березня 1945 року коли повітряні сили Великої Британії помилково скинули бомби на район Безейденгаут (нід. Bezuidenhout) в Гаазі. На той час район був щільніше заселеним через переселенців з інших районів країни та міста.
Британські пілоти планували скинути бомби на парк Гагсе Бос (нід. Haagse Bos), де німці встановили пускові установки ракет Фау-1 та Фау-2 та використовували їх при бомбардуваннях англійських міст. Однак пілоти отримали неправильні координати цілей і через це, а також туманну і хмарну погоду, скинули бомби на житловий район Безейденгаут, розташований південніше цілі.

## Бомбардування

Бомбардування на мапі Гааги 1940 року

Уранці 3 березня 1945 року середні та легкі бомбардувальники Б-25 та А-20 зі складу 137-го та 139-го авіакрил 2-ї тактичної авіаційної дивізії ВПС Великої Британії вилетіли з аеродромів Мелсбрук (нід. Melsbroek) в Бельгії та Вітрі-ен-Артуа (фра. Vitry-en-Artois) у Франції. Дістались Гааги 56 бомбардувальників (5 повернулись на аеродроми через технічні несправності). Між 8 та 9 годинами ранку вони скинули 67 тонн вибухівки спричинивши масштабні руйнування. Постраждав не лише Безейденгаут, деякі бомби впали в районі Корте Воргаут (нід. Korte Voorhout).
Оскільки німецьке оснащення вціліло, ввечері того ж дня продовжився запуск ракет Фау-2 по Англії. Через злам, одна з цих ракет впала на Безейденгаут, де нечисленні пожежники боролись із наслідками ранкового бомбардування, 8 з них загинули.

## Боротьба з наслідками
Через нестачу пожежних машин та пожежників гасіння пожеж було неефективним. Багато пожежників було мобілізовано для роботи на військових заводах у Німеччині, деякі переховувалась, щоб уникнути мобілізації, а решта за часту були або хворими або заслабкими через зимовий голод 1945 року. На той час пожежні сили Гааги мали у своєму розпорядженні 7 пожежних автомобілів, 2 пожежні помпові станції, 2 автодрабини та 1 рукавний автомобіль. Ускладнювали боротьбу з вогнем ушкодження водогону, тож пожежникам довелось використовувати воду з ям та траншей. На допомогу Гаазі прибули оснащення та рятувальні служби з багатьох міст, зокрема Делфту, Гауди, Гарлему, Лейдену, Роттердаму та Утрехту. Рух опору надав пожежникам 3 000 літрів пального, що дозволило пожежникам продовжувати свою роботу.

## Жертви та руйнування
Встановлення достеменної кількості жертв ускладнюється через декілька факторів. По-перше, в районі проживало багато переселенців із Роттердама чиї оселі були знищенні при бомбардуванні 1940 року, переселенці з Вассенару, інших районів Гааги та зокрема Схевенінгену де багатьох людей відселили через будівництво укріплень Атлантичного валу. Також були люди які переховувались і не були ніде зареєстровані, як-от архітектор Джо Лімбург зі своєю дружиною які переховувались від нацистів через своє єврейське походження. Про їх загибель не було б відомо якби не свідчення їх знайомих. Також багато тіл сильно постраждали під час пожеж що зробило їх ідентифікацію неможливою. Окрім того, були люди які не реєстрували свій переїзд до Безейденгауту в муніципалітеті.
В 1945 р. муніципалітет оцінював кількість жертв у 510 загиблих, втім пізніше офіційні дані було змінено на «принаймні 550» жертв.
Окрім того
- 330 осіб було тяжко поранено
- 20 000 втратили житло
- 1839 будівель повністю знищено вогнем
  - 391 з них не можливо відбудувати
  - 1168 було точно можливо відбудувати

До повністю знищених будівель було зокрема віднесено будівлі міського суду, муніципалітету, Ґранд готелю Паулез (нід. Grand Hotel Paulez) а також 5 церков.

## Фото

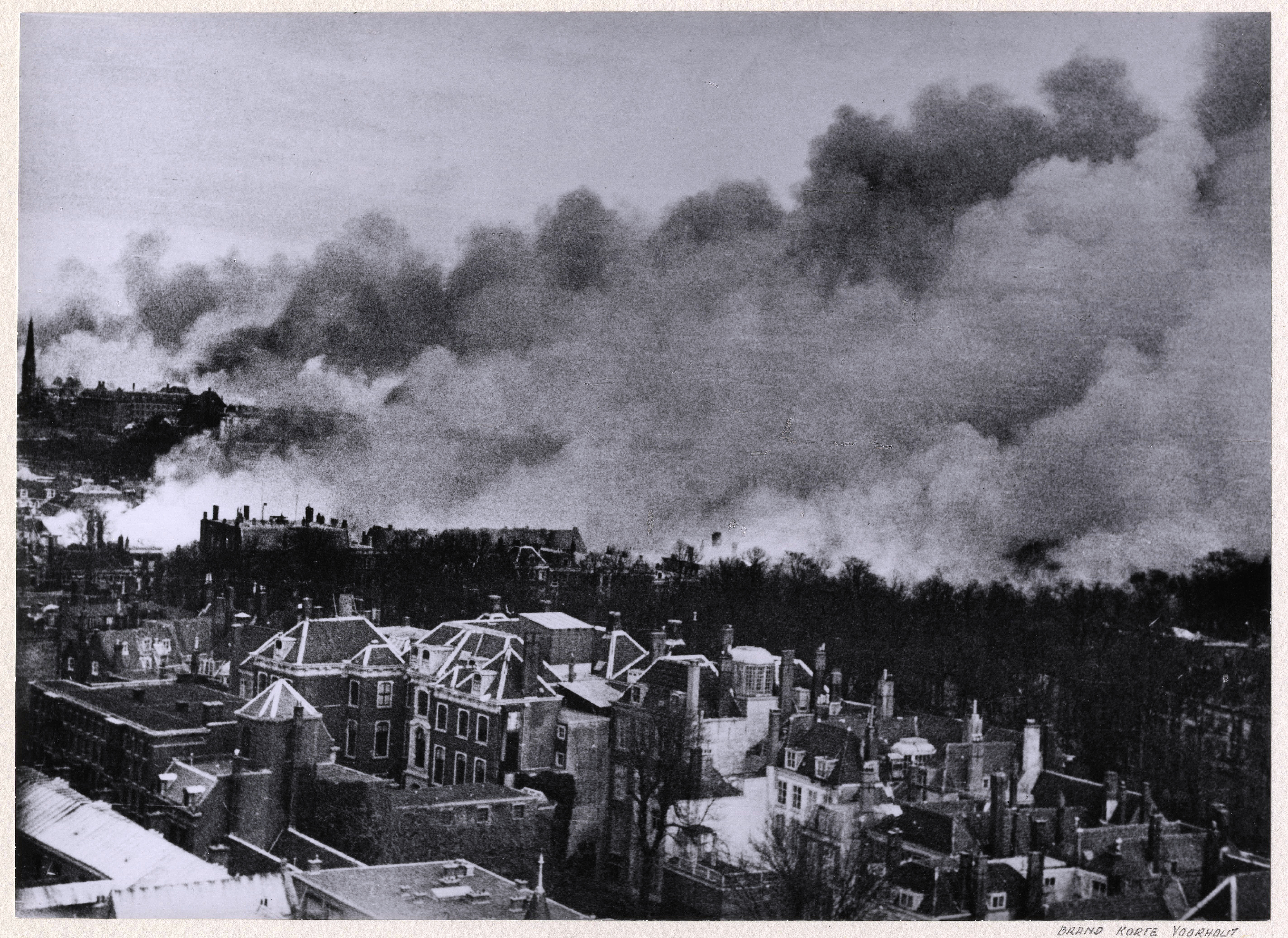
Безейденгаут під час бомбардування
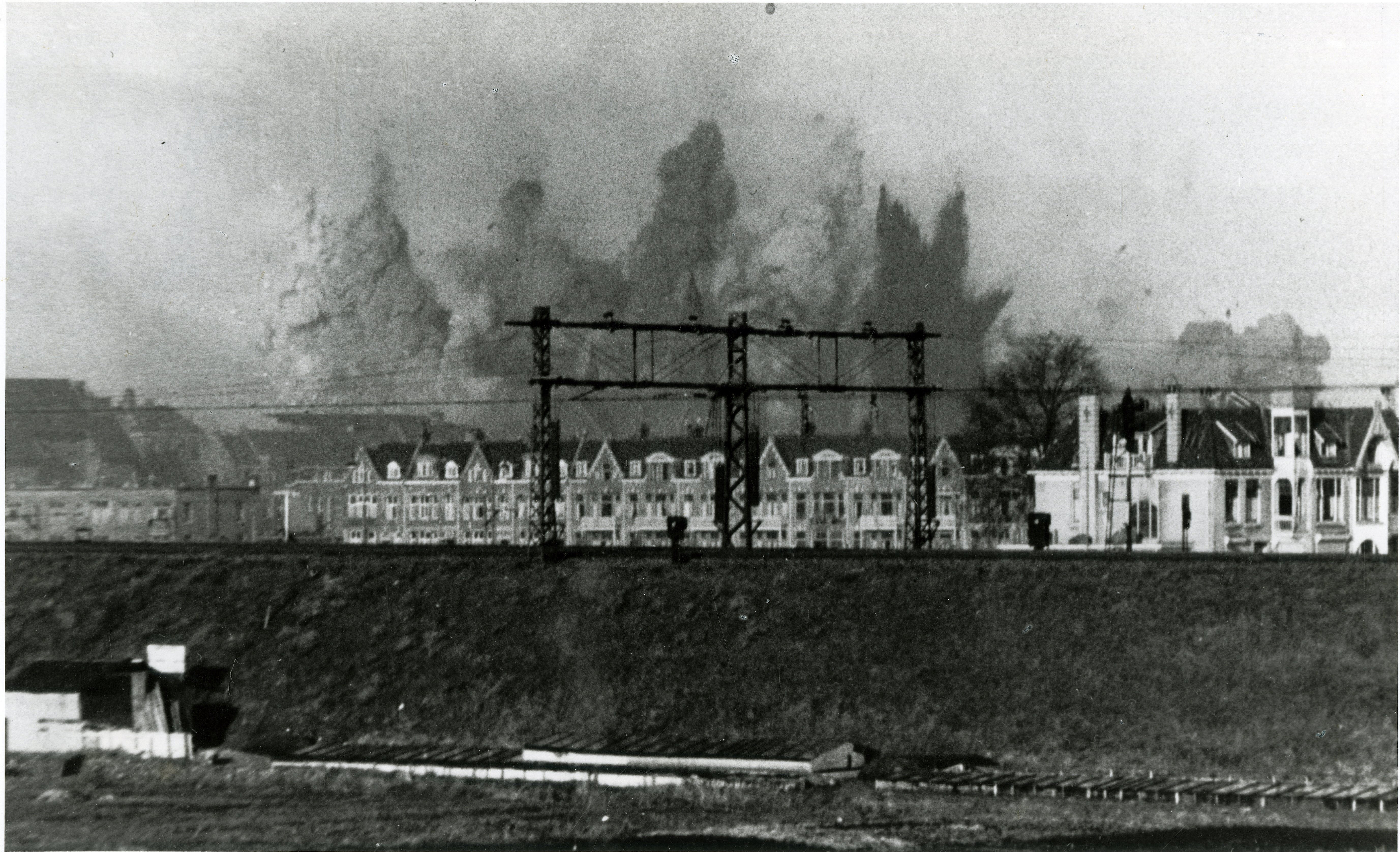
Безейденгаут під час бомбардування
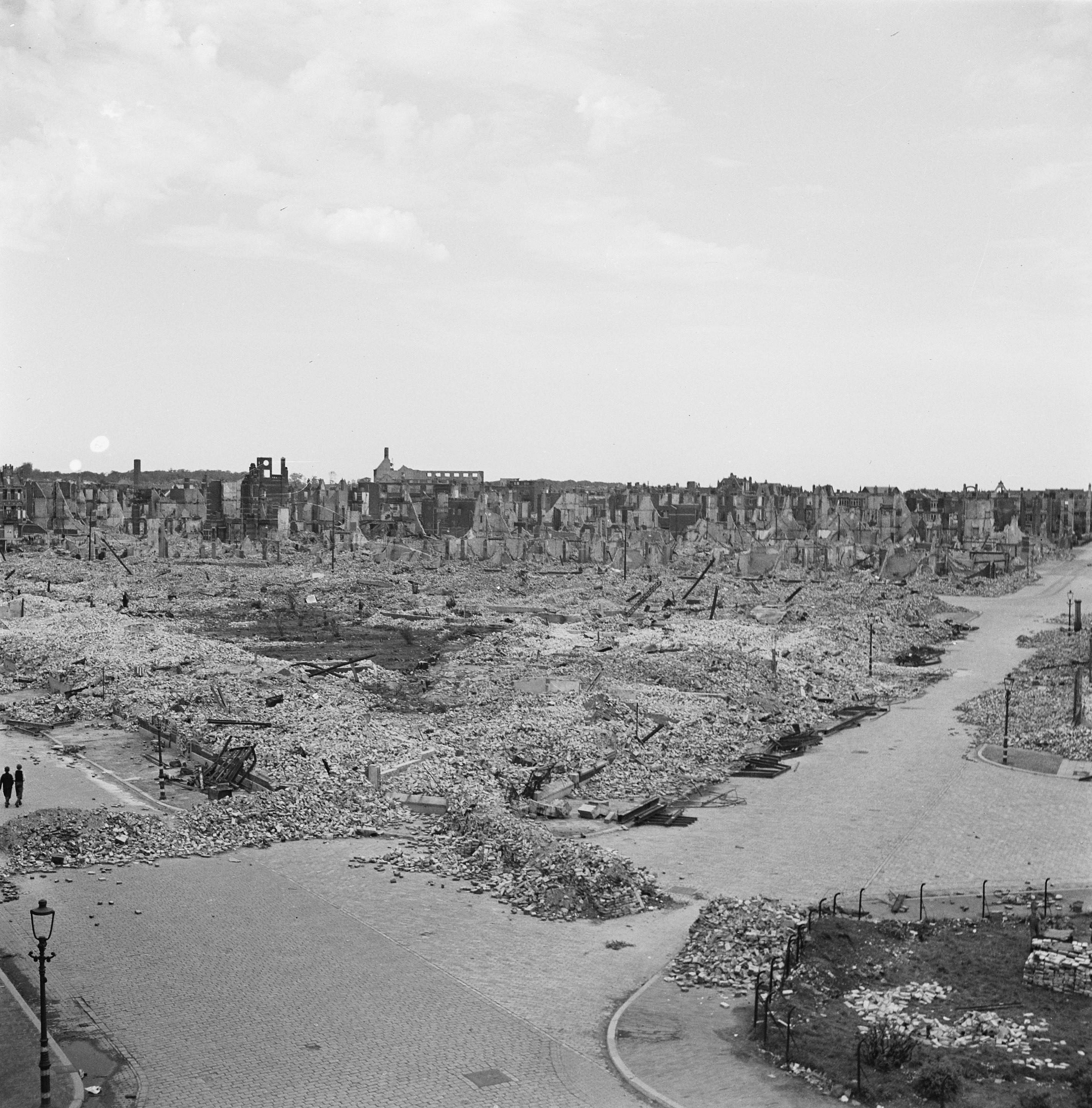
Безейденгаут в червні 1945 року
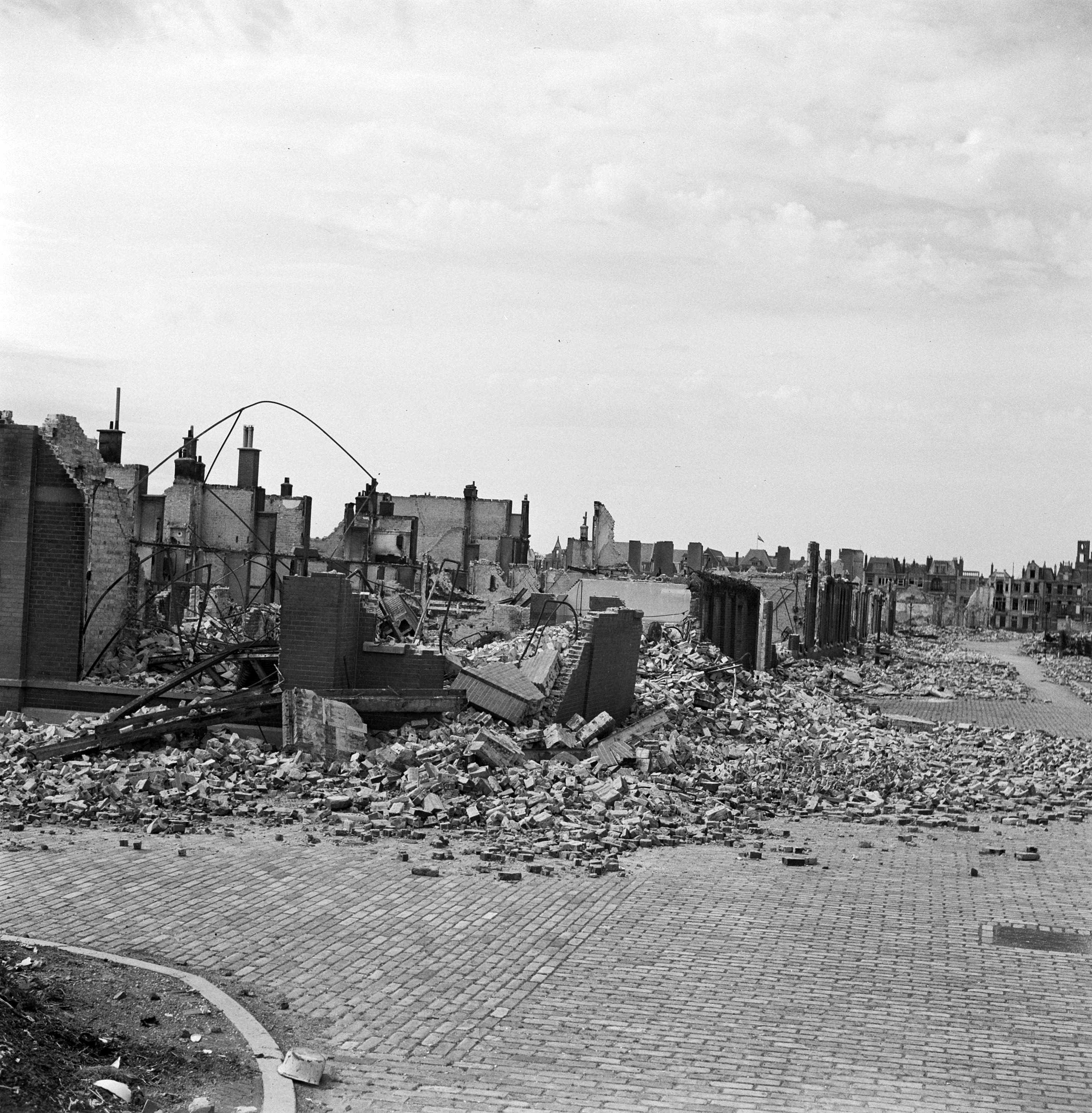
Безейденгаут в червні 1945 року
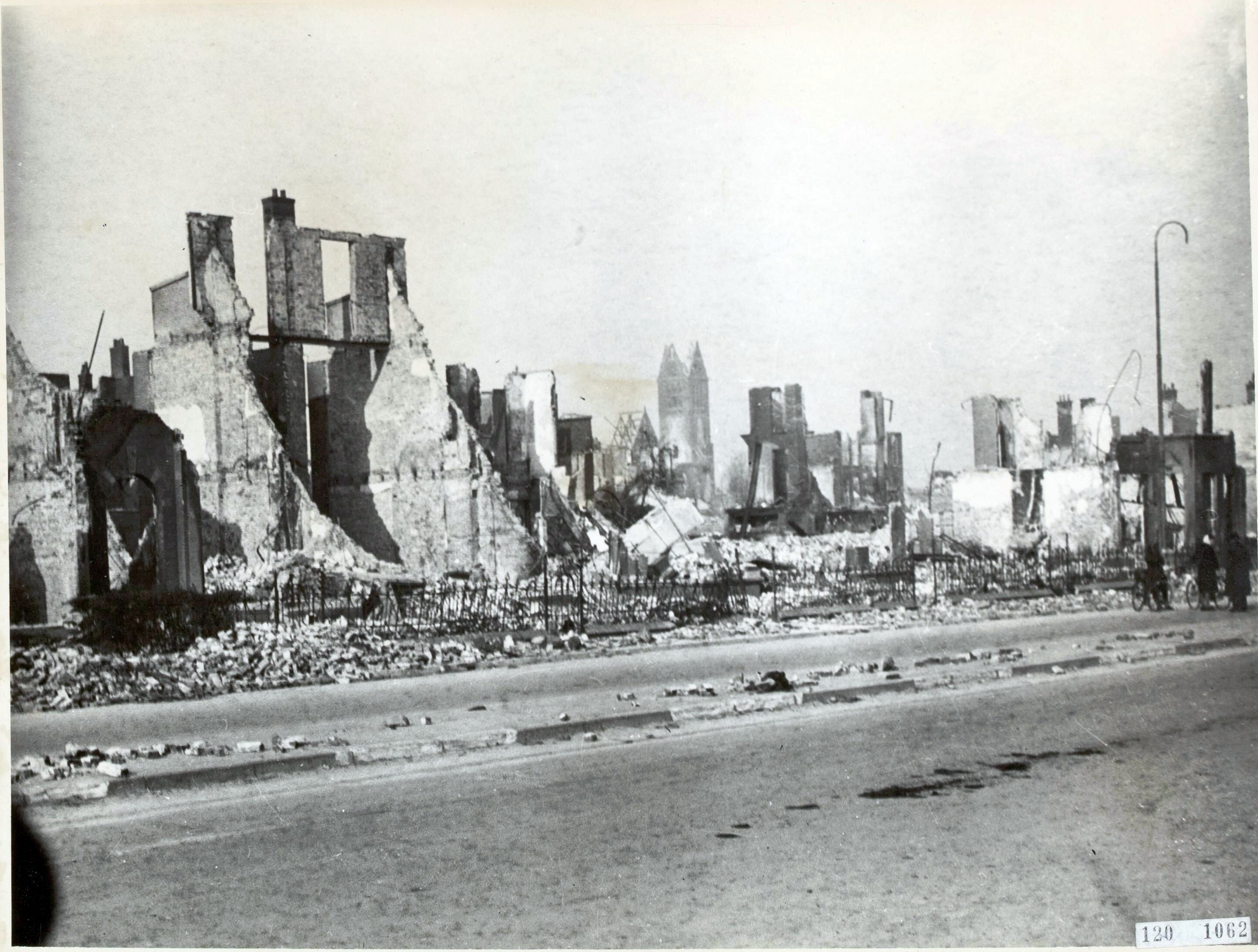
Лан ван Ніу Ост-Індіе (нід. Laan van Nieuw Oost-Indië) в жовтні 1945 року
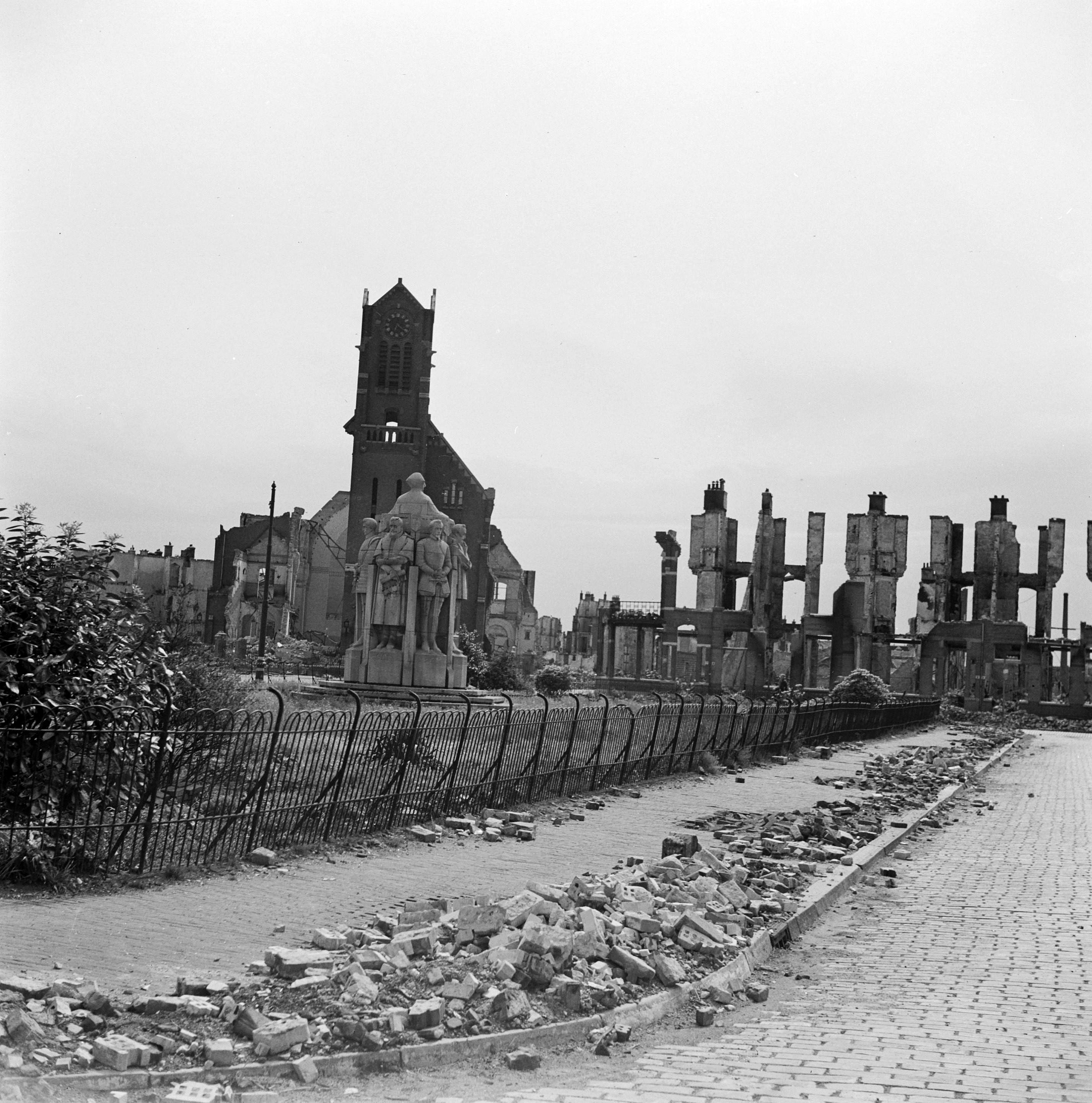
Пам'ятник Юліані цу Штольберг (нім. Juliana zu Stolberg) серед руїн

## Вшанування пам'яті

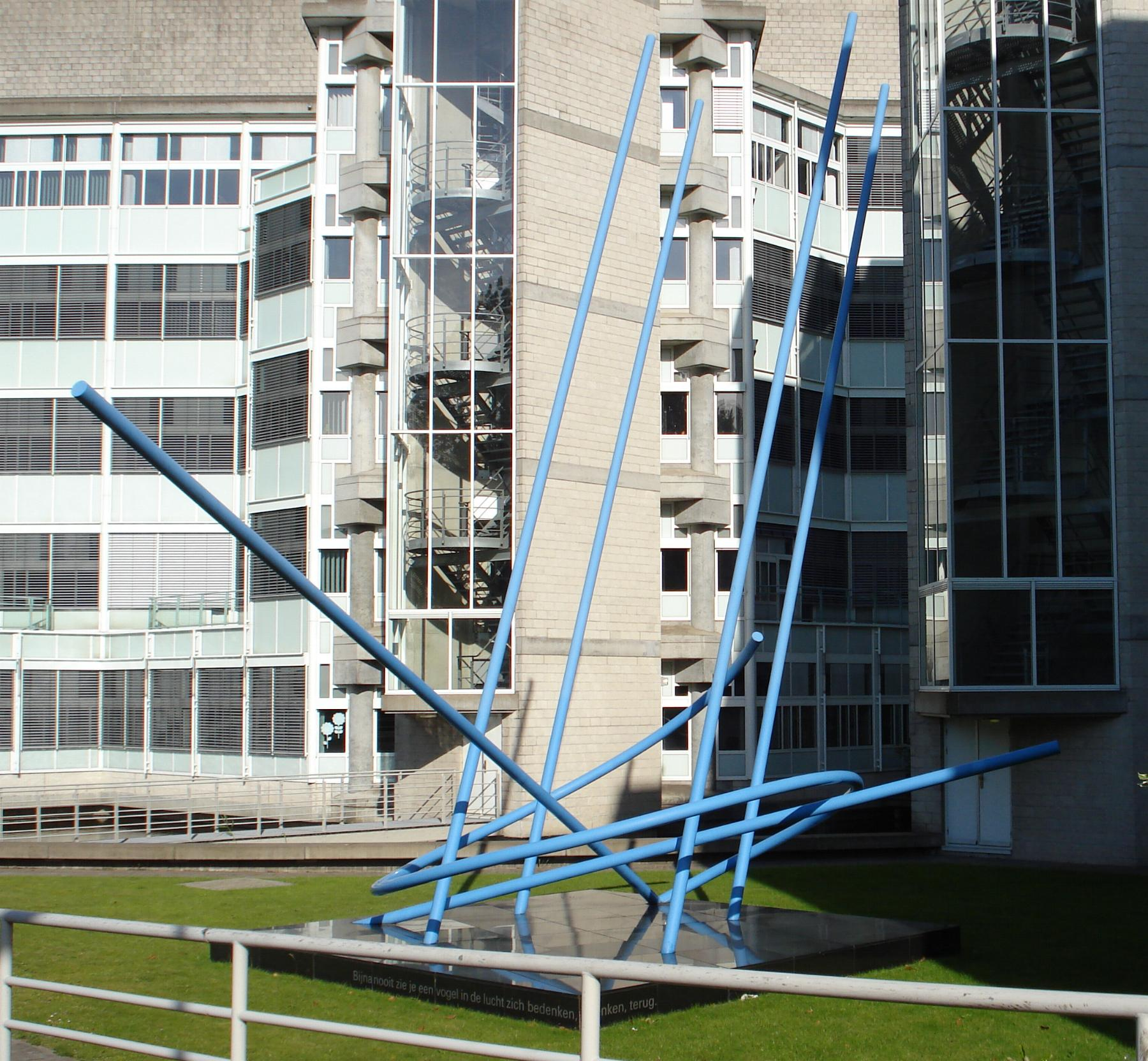
Пам'ятник людській помилці

Жертв бомбардування вшановують кожного року в першу неділю після 3 березня. Зазвичай вона складається з церковної служби, покладання квітів біля пам'ятника Юліані цу Штольберг (нім. Juliana zu Stolberg) який вцілів при бомбардуванні і стояв серед руїн знищених будівель до відбудови району тим самим ставши символом незламності місцевих жителів.
На кладовищі Керкхофлан (нід. Kerkhoflaan) є пам'ятник загиблим.
На вулиці Лан ван Ніу Ост-Індіе (нід. Laan van Nieuw Oost-Indië) в 1991 році було встановлено Пам'ятник людській помилці.